# 高橋美香
高橋 美香（たかはし みか）は日本の女性アニメーター、キャラクターデザイナー。スタジオ・ライブ所属。
アニメのOPやEDの原画を手がけることが多かったが、2007年秋放送の『魔人探偵脳噛ネウロ』ではキャラクターデザインを務めた。

## 主な参加作品

### テレビアニメ
1990年代
- 超魔神英雄伝ワタル（1997年、原画）
- カウボーイビバップ（1998年、原画）
- 名探偵コナン（1999年、原画）
- デジモンアドベンチャー（1999年 - 2000年、原画）

2000年代
- はじめの一歩（2000年 - 2002年、原画）
- 犬夜叉（2001年、原画）
- サイボーグ009 THE CYBORG SOLDIER（2001年 - 2002年、原画）
- 王ドロボウJING（2002年、原画）
- ボンバーマンジェッターズ（2002年、原画）
- 成恵の世界（2003年、総作画監督・OP作画監督・ED原画・作画監督）
- はじめの一歩 Champion Road（2003年、原画）
- F-ZERO ファルコン伝説（2003年、OP原画・作画監督・原画）
- ヒットをねらえ!（2004年、原画）
- LOVE♥LOVE?（2004年、原画）
- 陰陽大戦記（2004年、原画）
- 流星戦隊ムスメット（2004年、原画）
- グレネーダー 〜ほほえみの閃士〜（2004年、作画監督・原画）
- おねがいマイメロディ（2005年、原画）
- かみちゅ!（2005年、原画）
- ぺとぺとさん（2005年、原画）
- BLACK BLOOD BROTHERS（2006年、OP原画・作画監督・原画）
- Saint October（2007年、ED原画）
- 魔人探偵脳噛ネウロ（2007年、メインキャラクターデザイン・総作画監督）
- 絶対可憐チルドレン（2008年、原画）
- 恋姫†無双（2008年、作画監督・原画・アイキャッチ）
- ONE OUTS -ワンナウツ-（2008年、作画監督・原画）

2010年代
- RAINBOW-二舎六房の七人-（2010年、総作画監督・作画監督・OP作画監督・原画）
- 学園黙示録 HIGHSCHOOL OF THE DEAD（2010年、原画・第2原画・OP原画）
- 魔法少女まどか☆マギカ（2011年、総作画監督・作画監督・作画監督協力・原画）
- 電波女と青春男（2011年、原画）
- HUNTER×HUNTER（日本テレビ版）（2011年 - 2014年、作画監督）
- うしおととら（2015年、作画監督）
- アイドル事変（2017年、作画監督）
- からくりサーカス（2018年、作画監督）

2020年代
- ドラゴンクエスト ダイの大冒険 (2020)（2020年、作画監督）
- 乙女ゲームの破滅フラグしかない悪役令嬢に転生してしまった…X（2021年、作画監督）
- リコリス・リコイル（2022年、作画監督）
- 青の祓魔師 島根啓明結社篇（2024年、作画監督）

### 映画
- 劇場版ポケットモンスター アドバンスジェネレーション ミュウと波導の勇者 ルカリオ（2005年）作画監督
- 劇場版ポケットモンスター アドバンスジェネレーション ポケモンレンジャーと蒼海の王子 マナフィ（2006年）原画
- 劇場版 HUNTER×HUNTER 緋色の幻影（2013年）原画協力

### OVA
- スクールランブル 一学期補習（2005年）原画
- かってに改蔵（2011年）作画監督